# Gerrhosaurus skoogi
Gerrhosaurus skoogi är en ödleart som beskrevs av Andersson 1916. Gerrhosaurus skoogi ingår i släktet Gerrhosaurus och familjen sköldödlor. IUCN kategoriserar arten globalt som livskraftig. Inga underarter finns listade i Catalogue of Life.
Arten förekommer i ökenområden i norra Namibia och i angränsande regioner av Angola. Växtligheten utgörs av sparsamt med buskar.